# Paragus bicolor
Paragus bicolor là một loài ruồi trong họ Ruồi giả ong (Syrphidae). Loài này được Fallén mô tả khoa học đầu tiên năm 1813. Paragus bicolor phân bố ở miền Tân bắc